# József Takács (football)
Pour les articles homonymes, voir József Takács.
József Takács (né le 30 juin 1904 à Budapest en Autriche-Hongrie et mort le 3 septembre 1983 dans la même ville) était un joueur de football hongrois.

## Biographie
"Kiss Taki" est considéré comme l'un des meilleurs de Hongrie. Très petit et n'utilisant que son pied droit lorsqu'il frappe au but il était très bon de la tête et se sentait à l'aise techniquement. Il fait ses débuts au Vasas SC en 1920. 
Pour sa dernière saison avec cette équipe, il termine meilleur buteurs de championnat pour la première fois avec 29 buts au compteur. Très courtisé, il rejoint le Ferencváros. Dès sa première année, il remporte championnat et termine encore une fois meilleur buteur. Sa meilleure saison fut celle 1932, il marque à 42 reprises et le club explose la champion en s'offrant tous les matchs disputés (22 au total).
Il joue 32 fois avec l'équipe de Hongrie entre 1923 et 1933, et inscrit 26 buts, participe aux Jeux olympiques d'été de 1924 et est éliminé en huitième de finale par l'Egypte (victoire 3 buts à 0) .

## Palmarès
- Championnat de Hongrie : 1928, 1932, 1934

- Vainqueur de la Coupe Mitropa en 1928

- Vainqueur de la Coupe de Hongrie : 1929, 1930

- Meilleur buteur du Championnat de Hongrie : 1926, 1928, 1929, 1930, 1932

- Meilleur buteur de la Coupe Mitropa : 1928